# After Shave (film, 2005)
Pour les articles homonymes, voir After Shave.
Pour plus de détails, voir Fiche technique et Distribution.
After Shave (ou Beyrouth après rasage) est un court métrage franco-libanais réalisé par Hany Tamba sorti en 2005.

## Synopsis
Abou Milad est un vieux barbier dont la boutique a été détruite lors de la guerre du Liban et qui, depuis lors, se déplace de café en café. Un jour, un homme habitant une grande maison bourgeoise le fait venir...

## Fiche technique
- Titre : After Shave
- Autre titre : Beyrouth après-rasage
- Réalisation : Hany Tamba
- Scénario : Hany Tamba
- Musique : Khaled Mouzanar
- Photographie : Emmanuel Soyer
- Production : Emmanuel Agneray et Jérôme Bleitrach
- Société de production : Bizibi et VIP Films
- Pays :  France et  Liban
- Genre : Comédie dramatique
- Durée : 26 minutes
- Dates de sortie : 
  -  France : 29 janvier 2005 (Festival du court métrage de Clermont-Ferrand)

## Distribution
- Rafic Ali Ahmad : Raymond Baddar
- Mahmoud Mabsout : Abou Milad
- Julia Kassar : Samira Baddar
- Fady Reaidy : Jamil

## Distinctions
- César du meilleur court métrage 2006[1]
- Prix Attention Talent Fnac du Festival du Court métrage de Clermont-Ferrand[1]